# Hôtel de Soyecourt
El hôtel de Soyecourt es una hôtel particulier ubicado en la Place des Victoires en París, Francia. Está en el lado sureste de la plaza, limita al oeste con la Rue La Feuillade y al este con el hôtel Bauyn de Péreuse y data de finales del siglo XVII.
Fue catalogado como monumento histórico en 1926.
No debe confundirse con el hôtel de Maisons, también llamado hôtel de Longueil u hôtel de Maisons, y luego d'Angervilliers, Soyecourt y luego Pozzo di Borgo, ubicado en 49-51, rue de l'Université en París, y propiedad de Ali Bongo desde 2010 (comprado por 98 millones de euros.